# Divisiones Regionales de la Región de Murcia 1960-61
Las divisiones regionales de fútbol son las categorías de competición futbolística de más bajo nivel en España, en las que participan deportistas aficionados, no profesionales. En las provincias de Murcia, Albacete y Alicante su administración corre a cargo de la Federación Regional Murciana de Clubes de Fútbol. Inmediatamente por encima de estas categorías estaba la Tercera División española.
En la temporada 1960-1961 las divisiones regionales se dividen en Primera Regional y Segunda Regional.
Los dos primeros clasificados de Primera Regional ascienden a Tercera División.

## Primera Regional

### Clasificación
|  |     | Equipos de fútbol      | PJ | G  | E | P  | GF  | GC  | Dif | Pts |
|  | --- | ---------------------- | -- | -- | - | -- | --- | --- | --- | --- |
|  | 1.  | Monóvar CD             | 32 | 22 | 4 | 6  | 98  | 42  | +56 | 48  |
|  | 2.  | SD Almansa             | 32 | 20 | 4 | 8  | 116 | 40  | +76 | 44  |
|  | 3.  | Jumilla CF             | 32 | 20 | 2 | 10 | 95  | 41  | +54 | 42  |
|  | 4.  | Villena CF             | 32 | 17 | 4 | 11 | 77  | 59  | +18 | 38  |
|  | 5.  | CD Muleño              | 32 | 16 | 6 | 10 | 54  | 59  | -5  | 38  |
|  | 6.  | SD Villajoyosa         | 32 | 15 | 4 | 13 | 86  | 69  | +17 | 34  |
|  | 7.  | La Roda CF             | 32 | 15 | 4 | 13 | 69  | 69  | 0   | 34  |
|  | 8.  | Deportivo Unionense ED | 32 | 14 | 3 | 15 | 73  | 75  | -2  | 31  |
|  | 9.  | CD Calasparra          | 32 | 13 | 5 | 14 | 60  | 64  | -4  | 31  |
|  | 10. | UD Elda                | 32 | 11 | 7 | 14 | 51  | 65  | -14 | 29  |
|  | 11. | Isaac Peral CF         | 31 | 12 | 4 | 15 | 51  | 54  | -3  | 28  |
|  | 12. | Maestranza Albacete CF | 32 | 11 | 6 | 15 | 56  | 81  | -25 | 28  |
|  | 13. | Alcantarilla CF        | 31 | 11 | 5 | 15 | 58  | 65  | -7  | 27  |
|  | 14. | Yeclano CF             | 32 | 11 | 5 | 16 | 44  | 87  | -43 | 27  |
|  | 15. | CD Torre Pacheco       | 32 | 12 | 1 | 19 | 44  | 78  | -34 | 25  |
|  | 16. | Deportiva Minera       | 32 | 7  | 6 | 19 | 53  | 103 | -50 | 20  |
|  | 17. | CD Ilicitano           | 32 | 6  | 6 | 20 | 36  | 70  | -34 | 18  |
|  | 18. | Lorquí CF              | 0  | 0  | 0 | 0  | 0   | 0   | 0   | 0   |

Pts = Puntos; PJ = Partidos Jugados; G = Partidos Ganados; E = Partidos Empatados; P = Partidos Perdidos; GF = Goles Anotados; GC = Goles Recibidos
|  | Asciende a Tercera División |

## Segunda Regional

### Clasificación Grupo 1
|  |    | Equipos de fútbol    | PJ | G | E | P | GF | GC | Dif | Pts |
|  | -- | -------------------- | -- | - | - | - | -- | -- | --- | --- |
|  | 1. | Minaya FJ            | 10 | 7 | 1 | 2 | 34 | 14 | +20 | 15  |
|  | 2. | CD Tobarra           | 10 | 6 | 1 | 3 | 28 | 17 | +11 | 13  |
|  | 3. | CD Imperial Albacete | 10 | 4 | 2 | 4 | 16 | 16 | 0   | 10  |
|  | 4. | Madrigueras ED       | 10 | 3 | 3 | 4 | 15 | 17 | -2  | 9   |
|  | 5. | CD Tarazona          | 10 | 5 | 1 | 4 | 22 | 24 | -2  | 9   |
|  | 6. | CD Alto Júcar        | 10 | 1 | 0 | 9 | 6  | 33 | -27 | 2   |

Pts = Puntos; PJ = Partidos Jugados; G = Partidos Ganados; E = Partidos Empatados; P = Partidos Perdidos; GF = Goles Anotados; GC = Goles Recibidos
|  | Asciende a Primera Regional |

### Clasificación Grupo 2
|  |    | Equipos de fútbol | PJ | G | E | P | GF | GC | Dif | Pts |
|  | -- | ----------------- | -- | - | - | - | -- | -- | --- | --- |
|  | 1. | Alhama CF         | 10 | 7 | 2 | 1 | 19 | 8  | +11 | 16  |
|  | 2. | UD El Palmar      | 10 | 7 | 1 | 2 | 19 | 12 | +7  | 15  |
|  | 3. | CD Mazarrón       | 10 | 5 | 2 | 3 | 22 | 20 | +2  | 12  |
|  | 4. | Sangonera CF      | 10 | 3 | 1 | 6 | 24 | 18 | +6  | 5   |
|  | 5. | CD Javalí         | 10 | 2 | 0 | 8 | 13 | 34 | -21 | 4   |
|  | 6. | Unión Zeneta      | 10 | 3 | 0 | 7 | 24 | 29 | -5  | 2   |

Pts = Puntos; PJ = Partidos Jugados; G = Partidos Ganados; E = Partidos Empatados; P = Partidos Perdidos; GF = Goles Anotados; GC = Goles Recibidos
|  | Asciende a Primera Regional |